# Rezerwat przyrody Pramenisko Tople
Rezerwat przyrody Pramenisko Tople (Źródlisko Topli) – rezerwat przyrody w Górach Czerchowskich na Słowacji. Powierzchnia: 28,66 ha.

## Położenie
Rezerwat obejmuje teren w zamknięciu doliny rzeki Topli, na terenie katastralnym wsi Livovská Huta, w powiecie Bardejów. Obejmuje źródliska Topli wraz z przyległymi stokami głównego grzbietu Gór Czerchowskich na wysokości od 975 do 1070 m n.p.m.

## Historia
Rezerwat został powołany 1 maja 2002 r. przez władze kraju preszowskiego.

## Flora
Tereny rezerwatu porośnięte są głównie buczyną karpacką, w której lokalnie dość licznie występują jodła pospolita i jawor. Niedawny wyrąb w dolinie jest sztucznie zalesiony świerkiem. Bogata jest również flora górskich łąk w górnej części rezerwatu, sięgających pod główny grzbiet Gór Czerchowskich.